# Kenneth Stuart
Generaal Kenneth Stuart (Trois-Rivières (Quebec), 9 september 1891 - Ottawa, 3 november 1945) was een Canadees officier tijdens de Tweede Wereldoorlog. Hij was Chef van de Generale Staf, het hoofdkwartier van het Canadese leger van 24 december 1941 tot en met 27 december 1943. In de periode 21 december 1943 tot en met 20 maart was hij waarnemend commandant van het nieuw opgerichte 1e Canadese Leger.
Stuart studeerde aan het Royal Military College of Canada. Hier studeerde hij in 1911 af.
Tijdens de Eerste Wereldoorlog diende hij van 1915 tot en met 1918 bij de Royal Canadian Engineers. In 1934 werd hij instructeur aan het Royal Military College of Canada. In 1938 werd hij directeur Militaire Operaties en Inlichtingen bij het Nationale Defensie Hoofdkwartier.
Hij diende ook in de Tweede Wereldoorlog, aanvankelijk als commandant van het Royal Military College of Canada. In 1940 werd hij plaatsvervangend Chef bij de Generale Staf, vice-chef in 1941 en chef in december 1941.
Nadat hij in 1943 eraan meegewerkt had om Andrew McNaughton het commando te ontnemen van het 1e Canadese Leger, nam deze later wraak. In november 1944 werd McNaughton minister van Defensie en ontsloeg nog dezelfde maand Stuart.

## Militaire loopbaan
- Second Lieutenant, Canadese leger:
- Lieutenant, Canadese leger:
- Captain, Canadese leger:
- Major, Canadese leger: 1931[4]
- Brevet Lieutenant Colonel, Canadese leger: 22 juni 1931[5]
- Lieutenant Colonel, Canadese leger: 1 juli 1936[5]
- Colonel, Canadese leger:
- Tijdelijk Brigadier General, Canadese leger: 19 oktober 1939[5]
- Brigadier, Canadese leger:
- Major General, Canadese leger:
- Lieutenant-general, Canadese leger:

## Onderscheidingen
- Lid in de Orde van het Bad
- Orde van Voorname Dienst (DSO)
- Military Cross